# EuroCyclingTrips自行车队
EuroCyclingTrips自行车队是总部位于美国属地關島的UCI洲際自行车队，曾用名CMI车队。

## 概述
该队总部位于关岛，但隶属于，后者在美国和法国设有自行车和铁人三项俱乐部
该队与密切相关，后者提供由西梅翁·格林（Siméon Green）和戴维·麦肯齐等专业人士指导的欧洲自行车之旅。该队的体育总监是比利时的迪尔克·范霍弗（Dirk Van Hove）。

## 成员
最後更新：2021年2月7日
|        | 車手              | 出生日期       |
| ------ | ----------------- | -------------- |
| 關島   | 丹·阿波尼克       | 1972年5月17日  |
| 新西兰 | 鲍里斯·克拉克     | 1995年1月28日  |
| 法國   | 若弗雷·德格尔斯   | 1997年8月24日  |
| 英国   | 汤姆·菲茨帕特里克 | 1992年11月16日 |
| 新西兰 | 马蒂亚斯·菲茨沃特 | 1998年3月29日  |
| 英国   | 西米恩·格林       | 1979年12月6日  |
| 關島   | 德里克·霍顿       | 1972年9月26日  |
| 關島   | 彼得·隆巴德二世   | 1976年5月24日  |
| 關島   | 爱德华·奥因格朗   | 1991年12月7日  |

|          | 車手                  | 出生日期       |
| -------- | --------------------- | -------------- |
| 關島     | 乔纳森·马丁           | 1985年10月9日  |
| 英国     | 罗伯特·奥尔           | 1980年10月1日  |
| 法國     | 托马·佩鲁东·达尔泰    | 1985年7月9日   |
| 北馬其頓 | 戈尔吉·波普斯特凡诺夫 | 1987年7月19日  |
| 马耳他   | 亚历山大·史密斯       | 1988年12月10日 |
| 法國     | 纪尧姆·苏拉           | 1980年10月29日 |
| 希腊     | 尼古拉斯·泽格克利斯   | 1996年7月5日   |
| 比利时   | 尼尔斯·费尔迪克       | 1993年8月9日   |
| 荷兰     | 里克·诺贝尔           | 1994年9月26日  |
| 荷兰     | 巴尔特·贝克           | 1993年5月1日   |